# Черєпєнніков Антон Андрійович
Антон Андрійович Черєпєнніков (нар. 7 травня 1983, Москва, РРФСР, СРСР — пом. 22 липня 2023) — російський технологічний підприємець, засновник багатопрофільної ІТ-групи «ІКС Холдинг».
На різних етапах кар'єри — член ради директорів холдингу USM, член ради директорів «Мегафона», співвласник та операційний директор «ЮеСеМ Телеком». Професійний кіберспортсмен та кіберспортивний функціонер, багаторічний власник клубу Virtus.pro та засновник кіберспортивного холдингу ESforce. Структури Антона Черєпєннікова займалися тестовим запуском систем для реалізації закону «про ізоляцію Рунету».

## Життєпис
Антон Черєпєнніков народився 7 травня 1983 року в Москві. Навчався у Московському ДТУ імені Баумана на кафедрі інформаційної безпеки (ІУ8), однак цей заклад вищої освіти не закінчив.
У 2005 році закінчив Московський державний будівельний університет .

### Кіберспорт
Антон Черєпєнніков з дитинства захоплювався змагальними відеоіграми, брав участь у професійних турнірах з Quake та Counter Strike, став призером WCG RU Preliminaries 2010 року . Але більшою мірою він проявив себе як кіберспортивний менеджер: в 2011 році разом з Олексієм Колесніковим відродив титулований клуб Virtus.pro, а потім спільно з засновником Natus Vincere Олександром Кохановським створив холдинг ESforce, до якого увійшли компанія Dream трансляцій Storm Studio (згодом Ruhub) тощо. У 2015 році Черєпєнніков переконав фонд USM проінвестувати до 100 млн доларів у створення найбільшої кіберспортивної структури у Східній Європі .
З 2016 року Esforce проводив власні чемпіонати світу EPicenter з Dota 2 та CS:GO . До початку 2018 року до складу Esforce входили 14 сайтів, 209 спільнот та ютуб -каналів, 10 компаній, зайнятих виробництвом контенту й організацією заходів, контрольний пакет в німецькій кіберспортивній організації SK Gaming, команда Virtus.pro, медійні права на український клуб Natus Vincere онлайн-магазин мерчендайзу та власний кіберспортивний стадіон . У січні 2018 року Esforce було продано Mail.ru Group за 100 млн доларів (Черєпєнніков міг заробити на угоді до 48 млн) . На початку 2019 року підприємець завершив кар'єру в кіберспорті продажем SK Gaming концерну Daimler та футбольному клубу «Кельн» .

### IT-бізнес

#### СОРМ
До IT Антон Черєпєнніков прийшов у 2005 році, відкривши компанію, яка надавала послуги інформаційної безпеки на інфраструктурі корпоративних смартфонів Blackberry . У 2014 році на базі цього бізнесу була створена компанія «Основа Лаб», яка зайнялася розробкою рішень СОРМ для нових технологій передачі даних — IMS, RCS, VoLTE та інших. У 2015 році «Основа Лаб» та розробник СОРМ «Малвін Системс» увійшли до створеного ним холдингу «Цитадель» .
У 2017—2018 роках «Цитадель» приєднала компанії «МФІ-софт» (з його структури було виділено розробника рішень в галузі ІБ «Гарда технології»), «Техаргос», «Сігнатек» та «АДМ системи» . До кінця 2018 року холдинг контролював 60 % ринку СОРМ та 5 з 7 компаній, які Мінкомзв'язку РФ рекомендувало операторам для виконання вимог закону Ярової .

#### Інші IT-активи
У жовтні 2016 року Антон Черєпєнніков створив холдинг «Форпост», до якого увійшли активи, пов'язані з системною інтеграцією («Талмер»), розробкою та впровадженням ПЗ (JSA, «Н-Лоджик»), проєктуванням та виробництвом апаратного забезпечення та блокчейн-технологіями («Кометрика», «Орбіта» . Згодом, 2022 року холдинг перейшов під контроль USM .

#### НДДКР та інвестиції
У 2018 році Антон Черєпєнніков спільно з Ростехом створив науково-виробничу компанію «Криптоніт», яка зайнялася розробками в галузі криптографії, квантових обчислень, машинного навчання, великих даних, блокчейну та телекомунікацій для цивільного сектору. З 2019 року однойменна інвестиційна компанія проводила конкурс технологічних стартапів «Криптоніт Startup Challenge» . У грудні 2021 року «Криптоніт» відкрив у Москві перший та єдиний у Росії Музей криптографії, який був відзначений як найкраща культурна ініціатива року в рамках премії Moscow Urban Awards.

#### ІКС Холдинг
У грудні 2018 року Антон Черєпєнніков заснував багатопрофільну ІТ-групу ІКС Холдинг, до складу якої переніс існуючі та нові IT-активи . На 2019 рік до ІКС Холдинг входили 23 компанії, об'єднані в 5 субхолдингів: Yadro, Nexign, «Цитадель», «Криптоніт» та «Форпост» . Напрями діяльності — інформаційна безпека, НДДКР, інвестції, системна інтеграція у різних країнах світу .
На 2021 рік «ІКС Холдинг» з виручкою 101,634 млрд рублів і майже 7 тисяч співробітників входив до числа найбільших російських ІТ-компаній, у тому числі був другим у країні IT-розробником після CNews . Виробник СГД і серверів Yadro, що входить до структури «ІКС Холдингу», посів друге місце з постачання серверів у 2021 році (після Dell) і перше в IV кварталі того року .

#### USM Telecom
У 2020 році Антон Черєпєнніков передав USM 100 % «ІКС Холдингу» в обмін на 10 % «ЮеСеМ Телеком» (який належить телеком-оператор «Мегафон»). Черєпєнніков зберіг посаду генерального директора «ІКС Холдингу», зберіг позиції в дочірніх компаніях, а також обійняв посаду операційного директора «ЮеСеМ Телеком» і увійшов до складу рад директорів холдингу USM та «Мегафону» .
У березні 2022 року Антон Черєпєнніков викупив «ІКС Холдинг» у «ЮеСеМ Телеком», залишивши останньому ряд активів, необхідних для розвитку телеком-бізнесу . За підсумком угоди під контолем «ІКС Холдингу» залишилися Yadro, «Цитадель», «Криптоніт» та бюро «1440», зайняте створенням низькоорбітальної супутникової системи передачі даних .

## Визнання
У червні 2016 року РБК включив Антона Черєпєннікова до ренкінгу підприємців, які створюють у Росії нову цифрову економіку, а в травні 2017 року — до списку «героїв завтрашнього дня» — молодих бізнесменів з потенціалом видатного зростання . На 6-те місце за вартістю активів серед молодих російських підприємців Черєпєннікова в 2016 році поставив журнал «Секрет фірми».
У 2018 році Черєпєнніков став бізнесменом року за версією російського GQ, у 2019 році — увійшов до рейтингу найвпливовіших людей у російському кіберспорті за версією Forbes . У 2019 і 2020 роках незалежний французький аналітичний центр Institut Choiseul двічі включав Антона Черєпєннікова до рейтингу молодих (до 40 років) економічних лідерів «Choiseul 100 Росія» .

## Санкції
24 лютого 2023 року, через вторгнення Росії в Україну, Антон Черєпєнніков включений до блокуючого санкційного списку США, крім нього до цього списку увійшла пов'язана з ним ІТ-група ІКС Холдинг і компанії, що входять до неї . 15 квітня 2023 року включений до списку санкцій України .

## Особисте життя
Був одружений. В інтерв'ю Tatler у 2017 році розповідав про двох дітей: доньку Аріну та сина Андрія .

## Смерть
22 липня 2023 року Антон Черєпєнніков помер на 41-му році життя . Попередня причина смерті — зупинка серця . Однак є версія, що Черєпєнніков помер під час проходження процедури ксенонотерапії.